# Éternité
Éternité is een Frans-Belgische film uit 2016, geschreven en geregisseerd door Trần Anh Hùng en gebaseerd op de roman L'Élégance des veuves uit 1995 van Alice Ferney.

## Verhaal
Wanneer Valentine op 20-jarige leeftijd trouwt met Jules, zijn we op het einde van de negentiende eeuw. Op het einde van de volgende eeuw loopt een jonge Parisienne, de achterkleindochter van Valentine op een brug in de armen van haar geliefde. Tussen deze twee momenten hebben in de loop van de eeuw een aantal familieleden liefde, knuffels en romantische momenten beleefd en een dynastie opgebouwd voor misschien wel een eeuwigheid.

## Rolverdeling
| Acteur                    | Personage            |
| ------------------------- | -------------------- |
| Audrey Tautou             | Valentine            |
| Bérénice Bejo             | Gabrielle            |
| Mélanie Laurent           | Mathilde             |
| Jérémie Renier            | Henri                |
| Pierre Deladonchamps      | Charles              |
| Arieh Worthalter          | Jules                |
| Valérie Stroh             | moeder van Mathilde  |
| Philippine Leroy-Beaulieu | moeder van Valentine |

## Productie
Een deel van de filmopnamen gingen door in Brussel. De film behaalde twee nominaties voor de Magritte du cinéma 2017 (beste decors en beste buitenlandse film in coproductie).

## Prijzen en nominaties
De belangrijkste:
| Jaar | Prijs              | Categorie                              | Genomineerde(n)                        | Uitslag       |
| ---- | ------------------ | -------------------------------------- | -------------------------------------- | ------------- |
| 2017 | Magritte du cinéma | Beste buitenlandse film in coproductie | Beste buitenlandse film in coproductie | In afwachting |